# Terry O'Malley
Terrence M. O'Malley, detto Terry (Toronto, 21 ottobre 1940), è un ex hockeista su ghiaccio canadese.

## Palmarès

### Olimpiadi invernali
- 1 medaglia:
  - 1 bronzo (Grenoble 1968)